# 즐거운 저녁길 (SBS)
즐거운 저녁길은 SBS 러브FM에서 2008년 3월 31일부터 2009년 10월 23일까지 1년간 방송했던 퇴근길 라디오 프로그램이다.

## 역대 방송시간
| 방송 채널  | 방송 기간                          | 방송 시간                  |
| ---------- | ---------------------------------- | -------------------------- |
| SBS 러브FM | 2008년 3월 31일 ~ 2009년 4월 10일  | 평일 저녁 6:20 ~ 밤 8:00   |
| SBS 러브FM | 2009년 4월 13일 ~ 2009년 10월 23일 | 평일 저녁 6:05 ~ 저녁 7:45 |

## 역대 DJ
- 2008년 3월 31일 ~ 2008년 10월 24일 : 故 허참, 김주희
- 2008년 10월 27일 ~ 2009년 4월 10일 : 故 허참, 방은희
- 2009년 4월 13일 ~ 2009년 10월 23일 : 故 허참

## 오프닝 시그널
- 문성재 - 부산 갈매기